# Dyscia conspersaria
Dyscia conspersaria là một loài bướm đêm trong họ Geometridae.